# Явлейка
Явле́йка (рос. Явлейка, ерз. Явлейка) — присілок у складі Дубьонського району Мордовії, Росія. Входить до складу Єнгаличевського сільського поселення.

## Населення
Населення — 36 осіб (2010; 50 у 2002).
Національний склад (станом на 2002 рік):
- росіяни — 90 %